# Ciudad Bolívar (Colombia)
Ciudad Bolívar, a volte semplicemente Bolívar, è un comune della Colombia facente parte del dipartimento di Antioquia.
Il centro abitato venne fondato da Antonio de Jesús Uribe nel 1839, mentre l'istituzione del comune è del 22 settembre 1869.